# Ferrovia Bir Bouregba-Nabeul
Il ferrovia Bir Bouregba-Nabeul (chiamata anche Ligne du Cap Bon) è una linea ferroviaria della Tunisia lunga 17 km a scartamento metrico. La linea ha origine dalla ferrovia Tunisi-Gabes nei pressi del villaggio di Bir Bouregba e collega alle città di Hammamet e Nabeul. È usata per treni interregionali che collegano il governatorato di Nabeul alla capitale Tunisi.

## Storia
Fu aperta al traffico nel 1894.

## Percorso
| Continuation backward |

| Stop on track |

| Unknown route-map component "CONTgq" | Unknown route-map component "ABZgr" |  |

| Station on track |

| Stop on track |

| Stop on track |

| Unknown route-map component "KDSTaq" | Unknown route-map component "ABZg+r" |  |

| Stop on track |

| End station |